# اندرو ونگر
جیمز اندرو ونگر (انگلیسی: James Andrew Wenger؛ زادهٔ ۲۵ دسامبر ۱۹۹۰) بازیکن فوتبال پیشین اهل ایالات متحده آمریکا است.